# Cachán de Echeverría
Cachán de Echeverría est une ville située dans l'extrême Sud l'état de Michoacán, au Mexique.